# Македонско вино
Северна Македонија производи вино на око 22400 ха винограда,  а производња је била 108.100 тона 2008.  Такође постоји додатних 30000 винограда посвећених стоном грожђу. Црвено вино доминира у производњи вина у Македонији, са око 80%.
Насупрот томе, унутар Европске уније, „Македонија“ је заштићена географска ознака за вина произведена у грчком виноградарском региону Македоније.

## Историја
Док је била део Југославије, Македонија је била произвођач вина и мастике. Током 80-их, чинило је око две трећине југословенске производње вина. Након распада Југославије, производња вина у новој земљи драматично је опала, са 1,8 милиона хектолитара средином 90-их на 447.000 хектолитара 2002.

## Винске регије
Северна Македонија има три винска региона:
- Повардарје, углавном око градова Неготино и Кавадарци. То је најважнији регион и по количини и по квалитету вина.
- Пчиња - Осогово
- Пелагонија - Полог, око Охридског језера

## Сорте грожђа
Сорте грожђа које се уобичајено гаје укључују велики део аутохтоних сорти и сорти уобичајених за Централну Европу и Балкан, као и неке међународне сорте. Црвене сорте укључују Вранац (најчешћу сорту Северне Македоније), Кратосију, Каберне Совињон и Мерло. Станушина Црна је јединствена сорта грожђа локалног порекла из Северне Македоније, способна за производњу веома квалитетних вина, веома популарна на домаћем тржишту, мало позната ван своје матичне земље. Беле сорте укључују смедеревку, велшризлинг (обично се назива лашки ризлинг), шардоне, совињон блан и жилавку.